# Zoo (série de televisão)
Zoo  é uma série de televisão dos gêneros drama, ficção científica e suspense, exibida e co-produzida pela CBS e baseada no livro de mesmo nome de James Patterson e Michael Ledwidge. A emissora estreou a série em 30 de junho de 2015 e concluiu os 13 episódios da primeira temporada em 15 de setembro de 2015. Em 2 de outubro de 2015, a série foi renovada para a segunda temporada.
Em 28 de setembro de 2015, a Netflix anunciou que adquiriu os direitos de transmissão de Zoo para mais de 50 países do mundo. No mesmo dia, o canal Space anunciou que iria exibir Zoo no Brasil. O canal programou a estreia da série para o dia 16 de novembro de 2015, segunda-feira, 21:00 horas.

## Sinopse
Na história, Jackson é um zoologista que trabalha na África, onde percebe um estranho comportamento nos animais de diferentes espécies da região, que começam a atacar as pessoas sem qualquer provocação aparente. Em pouco tempo, os ataques se tornam mais constantes e coordenados, chegando a ocorrer em outras cidades do mundo. Encarregado de desvendar o mistério, Jackson corre contra o tempo para evitar que a humanidade seja destruída.

## Elenco

### Regular
| Ator             | Personagem                 | Temporads | Temporads    | Temporads |
| Ator             | Personagem                 | 1ª        | 2ª           | 3ª        |
| ---------------- | -------------------------- | --------- | ------------ | --------- |
| James Wolk       | Jackson Oz                 | Regular   | Regular      | Regular   |
| Kristen Connolly | Jamie Campbell             | Regular   | Regular      | Regular   |
| Nonso Anozie     | Abraham Kenyatta           | Regular   | Regular      | Regular   |
| Billy Burke      | Dr. Mitch Morgan           | Regular   | Regular      | Regular   |
| Nora Arnezeder   | Chloe Tousignant           | Regular   | Regular      | Ausente   |
| Alyssa Diaz      | Dariela Marzan             | Ausente   | Regular      | Regular   |
| Josh Salatin     | Logan Jones/Edward Collins | Ausente   | Regular      | Regular   |
| Gracie Dzienny   | Clementine Lewis           | Ausente   | Participação | Regular   |

## Abertura
Durante a primeira temporada de Zoo, Abraham um dos cinco principais da série, narra o texto/resumo da série
| Zoo (série de televisão) | Durante séculos, a humanidade tem sido a espécie dominante. Domesticamos animais, os trancamos e matamos por esporte, Mas, e se em todo o mundo, os animais decidirem que basta E se eles realmente decidirem se defender E foi por isso que fomos contratados, uma equipe de pessoas de diferentes áreas, com diferentes habilidades. Um expert em comportamento animal Uma jornalista Um guia de safári Uma agente da inteligência estrangeira E um patologista veterinário Nossa tarefa é descobrir oque está acontecendo com os animais, porquê está acontecendo e como impedir. | Zoo (série de televisão) |
|                          | |                          |

## Exibição
| Temporada/ | Estreia             | Fim                    | Estreia                | Fim                    |
| ---------- | ------------------- | ---------------------- | ---------------------- | ---------------------- |
| 1          | 30 de Junho de 2015 | 15 de Setembro de 2015 | 16 de Novembro de 2015 | 15 de Dezembro de 2015 |
| 2          | 28 de Junho de 2016 | 6 de Setembro de 2016  | 2016                   | 2016                   |
| 3          | 29 de Junho de 2017 | 21 de Setembro de 2017 |                        |                        |

## Episódio

### 1ª Temporada (2015)
| No. na série | No. | Título                         | Director(es)     | Escritor(es)                                                | Exibição Estados Unidos — Brasil           | Audência (em milhões) |
| --- | --- | ------------------------------ | ---------------- | ----------------------------------------------------------- | ------------------------------------------ | --------------------- |
| 1 | 1   | "First Blood Primeira Vitória" | Brad Anderson    | Josh Appelbaum, André Nemec, Jeff Pinkner & Scott Rosenberg | 30 de Junho de 2015 16 de Novembro de 2015 | 8.18                  |
| Jackson Oz, um americano que é um guia de expatriados de safari que vive na África, descobre uma ligação entre ataques de animais estranhos nas pessoas que ocorrem em todo o mundo e teorias controversas de seu falecido pai sobre uma ameaça iminente para a raça humana. Enquanto isso, o jornalista Jamie Campbell e patologista veterinário equipa Mitch Morgan para investigar o comportamento animal e anormal semelhante em Los Angeles. |     |                                |                  |                                                             |                                            |                       |
| 2 | 2   | "Fight or Flight Lute ou Fuja" | Michael Katleman | Jeff Pinkner & Scott Rosenberg                              | 7 de Julho de 2015 23 de Novembro de 2015  | 7.67                  |
| Abraham, é atacado e, em seguida, mantido em cativeiro por um grupo de leões. Ele acaba sendo resgatado por Jackson, mas há mais vítimas. Assustado com esse comportamento incomum, a mãe de Jackson diz a ele para procurar resultados rejeitados da investigação do seu pai no Japão. Jamie e Mitch continuam a investigação do comportamento animal estranho ao redor do mundo e contra a Reiden. Eles também encontram atividade cerebral anormal e dicas de comunicação como os leões do zoológico. Um homem é levado para uma emboscada por um cão de propriedade de um hotel. Chloe retorna a Paris e descobre que seu ex-noivo está traindo-a com sua irmã. Ela mais tarde é abordado por Gaspard Alves. |     |                                |                  |                                                             |                                            |                       |

### 2ª Temporada (2016)
| No. na série | No. | Título            | Diretor(es) | Escritor(es) | Exibição Estados Unidos — Brasil | Audiência nos EUA (milhões) |
| ------------ | --- | ----------------- | ----------- | ------------ | -------------------------------- | --------------------------- |
| 14           | 1   | "TBA"             | TBA         | TBA          | 28 de Junho de 2016 2016         | TBA                         |
| TBA          |     |                   |             |              |                                  |                             |
| 15           | 2   | "TBA"             | TBA         | TBA          | 4 de Julho de 2016 2016          | TBA                         |
| TBA          |     |                   |             |              |                                  |                             |
| 16           | 3   | "Collision Point" | TBA         | TBA          | 11 de Julho de 2016 2016         | TBA                         |
| TBA          |     |                   |             |              |                                  |                             |

## Produção

### Desenvolvimento
Em outubro de 2013, a CBS começou a trabalhar no piloto de uma adaptação do best-seller Zoo de James Patterson e Michael Ledwidge. Em julho de 2014, a CBS anunciou oficialmente que a série teria 13 episódios e seria incluída na programação de verão de 2015.
Em 2 de outubro de 2015, a série foi renovada para a segunda temporada.

### Elenco
James Wolk foi o primeiro a ser lançado em novembro 2014, seguido mais tarde no mesmo mês por Nora Arnezeder e Nonso Anozie. O elenco principal foi fechado em janeiro de 2015, com Kristen Connolly e Billy Burke. Em fevereiro, Geoff Stults foi escalado para um papel recorrente para um "arco de vários episódios". Em março, Carl Lumbly foi escalado para um papel recorrente.

### Filmagens
A série começou a ser filmada em janeiro de 2015, Nova Orleães.